# تراث الغابات الاستوائية المطيرة في سومطرة
تراث الغابات الاستوائية المطيرة في سومطرة تم تسجيله ليكون موقعًا تابعًا لـ مواقع التراث العالمية الخاصة باليونسكو في عام 2004. وهو يشتمل على ثلاثة متنزهات وطنية إندونيسية على جزيرة سومطرة: متنزه جانونج ليوسير الوطني (Gunung Leuser National Park) ومتنزه كيرينسي سيبلات الوطني (Kerinci Seblat National Park) ومتنزه بوكيت باريسان سيلاتان الوطني (Bukit Barisan Selatan National Park). وقم تم تضمين الموقع تحت المعيار السابع - المناظر الطبيعية الخلابة المميزة، 9 - مثال مميز يشير إلى العمليات البيئية والبيولوجية المميزة المستمرة، و10 - الموقع يحتوي على الموائل الطبيعية الأكثر أهمية وضخامة للحفاظ على البيئة في الموضع الأصلي والطبيعي.

## الموقع والحجم
يتكون تراث الغابات الاستوائية المطيرة في سومطرة من ثلاثة متنزهات وطنية: متنزه جانونج ليوسير الوطني (GLNP) (8629.75 كم مربع)، ومتنزه كيرينسي سيبلات الوطني (KSNP) (13,753.5 كم مربع) ومتنزه بوكيت باريسان سيلاتان الوطني (BBSNP) (3568 كم مربع). المساحة الإجمالية للغابة المطيرة هي 25,000 كم مربع. وقد تم اختيار الغابات الاستوائية المطيرة في سومطرة لأنها، في البداية، تمثل منطقة مميزة من الغابات على جزيرة سومطرة، وبسبب التنوع البيولوجي بها، وبسبب الأراضي المنخفضة والغابات الجبلية. وقد تم تكثيف هذه الغابات الاستوائية المطيرة التي كانت شاسعة في وقت من الأوقات في أماكن منعزلة، على مدار 50 عامًا.
ثانيًا، فإن المتنزهات الوطنية التي تمثل موقع التراث موجودة كلها في سلسلة جبال بوكيب باريسان الرئيسية، والتي تحمل اسم "جبال أنديز سومطرة"، وكل ما حولها يمثل مناظر رائعة. وتمثل الجبال في كل موقع خلفيات جبلية هامة للأراضي المنخفضة التي تم إنشاؤها وتطويرها في سومطرة. الخلط بين بحيرة جانونج توجوه (Gunung Tujuh) (أعلى بحيرة في جنوب شرق آسيا)، وروعة بركان جبل كيرينسي العملاق، بالإضافة إلى العديد من البحيرات البركانية والساحلية والمتجمدة بين الغابات الطبيعية. ويظهر ذلك جمال موقع تراث الغابات الاستوائية المطيرة في سومطرة.
وفي النهاية، تتسم هذه المتنزهات القومية الثلاثة بموائل متنوعة للغاية كما تتسم بالتنوع البيولوجي المميز. وبشكل إجمالي، فإن هذه المواقع الثلاثة تمثل 50% من إجمالي التنوع النباتي في سومطرة. وقد تم التعرف على 92 نوعًا شائعًا محليًا على الأقل في متنزه جانونج ليوسير الوطني. ويشتمل الترشيح على مجموعات من أكبر الزهور في العالم (رافليسيا أرنولدية) وأطول الزهور في العالم (زهرة الجثة). ولم يتم تضمين موقع الغابات الاستوائية المطيرة في سومطرة في قائمة التراث العالمي إلا في وقت حديث، في عام 2004.

## الجغرافيا والمناخ
يصل طول متنزه جانونج ليوسير الوطني في شمال الجزيرة إلى 150 كم، كما أن عرضه يزيد عن 100 كم، وهو جبلي في أغلب مواضعه. و40% من المتنزه شديد الانحدار، ويصل ارتفاعه إلى أكثر من 1500 م و12% فقط من المتنزه، في النصف الجنوبي السفلي، يصل ارتفاعه إلى أقل من 600 متر، إلا أن 25 كم منه يطل على الساحل. وهناك إحدى عشرة قمة يتجاوز ارتفاعها 2,700 م وأعلى قمة هي جانونج ليوسير حيث يصل ارتفاعها إلى 3,466 مترًا. ويطلق على المنطقة المحيطة بجانونج ليوسير اسم نظام ليوسير البيئي.
يصل طول متنزه كيرينسي سيبلات الوطني في الوسط إلى 350 كم، في الجزء الخلفي من بوكيت باريسان، ومتوسط عرضه 45 كم، كما أنه يرتفع عن سطح البحر بمقدار 2000 متر. ويحتوي النصف الشمالي على سلسلة جبال شرقية منخفضة، يتراوح ارتفاعها بين 800 إلى 1500 متر. وثلاثة أرباع المتنزه تتسم بشدة الانحدار. وأعلى نقطة به، وهو أعلى بركان في إندونيسيا، هو جبل كيرينسي، والذي يصل ارتفاعه إلى 3,805 م.
ويصل طول متنزه بوكيت باريسان سيلاتان الوطني كذلك إلى 350 كم، إلا أن عرضه لا يتجاوز في المتوسط 45 كم. وثلثا المتنزه الشماليان هي مناطق صخرية، حيث يصل متوسط ارتفاعها إلى 1500 متر، في حين أن أعلى نقطة، وهي جبل بولونج (Pulung)، يصل ارتفاعها إلى 1964 م. أما النصف الجنوبي فارتفاعه أقل، كما أن 90  كم منه عبارة عن رأس، ويحيط المتنزه بالبحر لنصف طوله. وتنبع العديد من الأنهار في المتنزهات، وهناك العديد من البحيرات والينابيع الساخنة.
وتتغير درجات الحرارة المرتفعة في الجبال طوال العام بتغييرات طفيفة، كما أنها تتسم بارتفاع الرطوبة وهطول الأمطار الكثيفة على مدار 9 أشهر في المناطق التي تهطل عليها الأمطار، وعلى مدار 7 أشهر في المناطق الأكثر جفافًا. وقد شجع هذا المناخ على تطور أنواع جديدة (تكوين أنواع جديدة) بشكل كبير، بالإضافة إلى تنوع الأنواع. ويهطل على جانونج ليوسير 3000 مم من الأمطار في الشمال، كما أنه يتلقى 4657 مم في الأراضي المنخفضة في الجنوب. وتتراوح درجات الحرارة بين 21 إلى 28 درجة مئوية، وغالبًا ما تتجاوز الرطوبة النسبية 60%، خصوصًا عندما يزيد الارتفاع عن 1700 م. وفي كيرينسي سيبلات، يكون متوسط هطول الأمطار 2990  مم، في حين تترواح درجات الحرارة بين 16 إلى 28 درجة مئوية، وغالبًا ما تكون الرطوبة النسبية مرتفعة (77-90%). في بوكيت باريسان سيلاتان، تتعرض المنطقة الغربية الصخرية للأمطار بشكل خاص خلال فترة الرياح الموسمية بين شهري نوفمبر ومايو، ويكون معدل هطول الأمطار 3000–4000 مم. أما المناطق الشرقية فأكثر جفافًا، حيث لا يهطل عليها إلا 2500–3000 مم، في حين تتراوح درجة الحرارة بين 20 إلى 28 درجة مئوية.

## الحياة النباتية والحياة الحيوانية
يعد متنزه جانونج ليوسير الوطني جزءً من الثمانية عشرة منطقة إندونيسية مصنفة من خلال الصندوق العالمي للطبيعة (WWF) بين 200 منطقة بيئية عالمية لها أهمية من أجل الحفاظ على التنوع البيولوجي في العالم. 174 من الثدييات، 3 منها مستوطنة و21 منها إشير إليها على أنها مهددة بخطر الانقراض في عام 2000. ولا يعرف الكثير عن الثدييات الأصغر. وهناك 380 نوعًا من الطيور المسرودة، منها 13 نوعًا مستوطنة، و52 نوعًا منها مهدد بالانقراض. ومن بين الأنواع الهامة: إنسان الغاب ووحيد القرن السومطري والقرد طويل الذيل. ومن النباتات الهامة: رافليسيا أرنولدية وزهرة الجثة. ومن بين أنواع الطيور الهامة المتعددة: ريوك صائد الذباب الأزرق وبط الخشب أبيض الجناحين.
في متنزه كيرينسي سيبلات الوطني، هناك 85 نوعًا من الثدييات المسجلة، منها 5 أنواع مستوطنة، و23 نوعًا مسجلة على أنها مهددة بالانقراض، وهناك 370 نوعًا من الطيور المسجلة، منها 13 نوعًا مستوطنة و58 نوعًا مهددة بالانقراض. من بين أنواع الثدييات الهامة: الفهد المرقط البورني والتابير الأسيوي ووحيد القرن السومطري. وعدد النمور السومطرية في متنزه كيرينسي سيبلات الوطني هو أكبر رقم مسجل، مما يجعله واحدًا من أهم 12 موقعًا عالميًا للحفاظ على النمور. ومن بين أنواع الطيور الهامة المتعددة: بط الخشب أبيض الجناحين والوقواق الأرضي السومطري. وهناك مجموعة قليلة من أنواع النباتات الهامة: Hopea beccariana وShorea ovalis وssp. seicea.
في متنزه بوكيت باريسان سيلاتان الوطني، هناك 98 نوعًا من الثدييات المسجلة، منها نوع واحد فقط من الأنواع المستوطنة، و25 نوعًا مسجلة على أنها مهددة بالانقراض، وهناك 379 نوعًا من الطيور المسجلة، منها 7 أنواع مستوطنة و59 نوعًا مهددة بالانقراض. وهناك 59 نوعًا من الزواحف والبرمائيات المسجلة. ويحتوي متنزه بوكيت باريسان سيلاتان الوطني على نفس أنواع الطيور الموجودة في متنزه كيرينسي سيبلات الوطني. من بين أنواع الثدييات الهامة: الفيل السومطري والسلحفاة جلدية الظهر.

## وصلات خارجية
- UNESCO World Heritage website

قالب:World Heritage Sites in Indonesia